# Elecciones municipales de Tambopata de 1963
Las elecciones municipales de Tambopata de 1963 se llevaron a cabo el 15 de diciembre de 1963 para elegir al alcalde y al Concejo Provincial de Tambopata para el periodo 1964-1966. La elección se celebró simultáneamente con elecciones municipales en todo el país. Por primera vez en la historia del Perú, las autoridades locales fueron elegidas por voto universal alfabeto y directo.
No se encuentran disponibles los registros oficiales completos del Jurado Nacional de Elecciones. Los resultados se han reconstruido según registros alternativos. La Coalición APRA-UNO resultó como el partido más votado en la provincia de Tambopata.

## Sistema electoral
La Municipalidad Provincial de Tambopata es el órgano administrativo y de gobierno de la provincia de Tambopata. Está compuesta por el alcalde y el Concejo Provincial.
La votación del alcalde y el concejo se realiza en base al sufragio universal alfabeto, que comprende a todos los ciudadanos nacionales mayores de veintiún años, empadronados y residentes en la provincia de Tambopata y en pleno goce de sus derechos políticos.
El Concejo Provincial de Tambopata está compuesto por 5 concejales elegidos por sufragio directo para un período de tres (3) años, en forma conjunta con la elección del alcalde (quien lo preside). La votación es por lista cerrada y bloqueada. Se asigna a cada lista los escaños según el método d'Hondt.

## Partidos y candidatos
A continuación se muestra una lista de los principales partidos y alianzas electorales que participaron en las elecciones:
| Candidatura | Candidatura | Partidos y alianzas | Candidatos | Candidatos                 | Ideología                                           | Ref. |
| ----------- | ----------- | --- | ---------- | -------------------------- | --------------------------------------------------- | ---- |
|             | AP–DC       | Lista - Alianza Acción Popular–Democracia Cristiana (AP–DC) – Acción Popular (AP) – Partido Demócrata Cristiano (DC)                          |            | Sin información disponible | Liberalismo Humanismo Democracia cristiana          |      |
|             | APRA–UNO    | Lista - Coalición Partido Aprista Peruano–Unión Nacional Odriísta (APRA–UNO) – Partido Aprista Peruano (APRA) – Unión Nacional Odriísta (UNO) |            | Sin información disponible | Aprismo Conservadurismo social Populismo de derecha |      |
|             | IND         | Lista - Lista Independiente |            | Sin información disponible | Localismo tambopatino                               |      |

## Resultados

### Sumario general
|                        |                                                                        |              |              |              |            |            |
| Partidos y coaliciones | Partidos y coaliciones                                                 | Voto popular | Voto popular | Voto popular | Concejales | Concejales |
| Partidos y coaliciones | Partidos y coaliciones                                                 | Votos        | %            | +/−          | Total      | +/−        |
|                        | Coalición Partido Aprista Peruano - Unión Nacional Odriísta (APRA–UNO) | 848          | 57.03        | n/a          | 3          | n/a        |
|                        | Alianza Acción Popular - Democracia Cristiana (AP–DC)                  | 606          | 40.75        | n/a          | 2          | n/a        |
|                        | Lista Independiente                                                    | 33           | 2.22         | n/a          | 0          | n/a        |
|                        |                                                                        |              |              |              |            |            |
| Total                  | Total                                                                  | 1,487        |              |              | 5          | n/a        |
|                        |                                                                        |              |              |              |            |            |
| Votos válidos          | Votos válidos                                                          | 1,487        | n/d          | n/a          |            |            |
| Votos en blanco        | Votos en blanco                                                        | n/d          | n/d          | n/a          |            |            |
| Votos nulos            | Votos nulos                                                            | n/d          | n/d          | n/a          |            |            |
| Votos emitidos         | Votos emitidos                                                         | n/d          | n/d          | n/a          |            |            |
| Abstenciones           | Abstenciones                                                           | n/d          | n/d          | n/a          |            |            |
| Votantes registrados   | Votantes registrados                                                   | n/d          |              |              |            |            |
|                        |                                                                        |              |              |              |            |            |
| Fuente:                |                                                                        |              |              |              |            |            |

## Elecciones municipales distritales

### Resultados por distrito
La siguiente tabla enumera el control de los distritos de la provincia de Tambopata.
| Distrito    | Alcalde(sa) electo(a)      | Partido político           | Partido político           |
| ----------- | -------------------------- | -------------------------- | -------------------------- |
| Inambari    | Sin información disponible | Sin información disponible | Sin información disponible |
| Las Piedras | Sin información disponible | Sin información disponible | Sin información disponible |